# Conseil des bons hommes de la plaine de Murcie
Le Conseil des bons hommes de la plaine de Murcie (en espagnol : Consejo de Hombres Buenos de la Huerta de Murcia) est un tribunal coutumier, à savoir que ses règles et son autorité sont données par la tradition et la coutume. Il est chargé de résoudre les conflits d'irrigation dans la plaine de Murcie (en espagnol : Huerta de Murcia) dans la région de Murcie en Espagne.
Le Conseil des bons hommes a été inscrit en octobre 2009 par l'UNESCO, conjointement avec le Tribunal des eaux de la plaine de Valence, au patrimoine culturel immatériel de l'humanité sous le titre « Les tribunaux d’irrigants du bassin méditerranéen espagnol : le Conseil des bons hommes de la plaine de Murcie et le Tribunal des eaux de la plaine de Valence ». Le Comité intergouvernemental de sauvegarde du patrimoine culturel immatériel considère que ces tribunaux d'irrigants « assurent la cohésion des communautés traditionnelles, veillent à la complémentarité des métiers (gardiens, inspecteurs, émondeurs...), et contribuent à la transmission orale des savoir-faire d’irrigation qui sont issus d’échanges culturels anciens ainsi que d’un lexique spécialisé riche en arabismes. Ils sont les dépositaires d’une identité locale et régionale de longue durée et de grande importance pour les habitants. ».

## Composition et fonctionnement

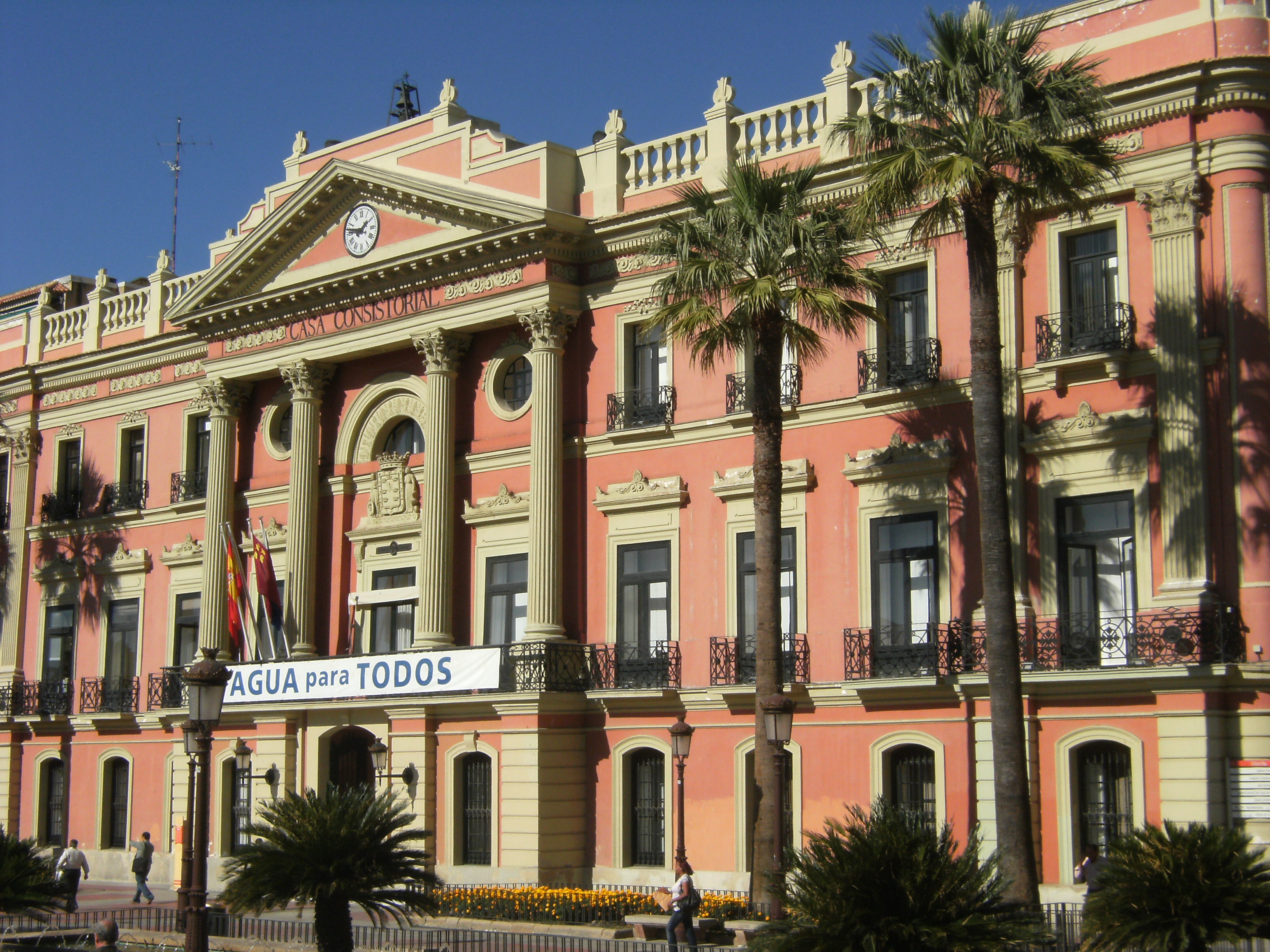
Mairie de Murcie.

Le Conseil des bons hommes se compose de sept membres qui appartiennent à la communauté d’irrigants du nom de Junta de Hacendados de la Huerta de Murcia (Assemblée des propriétaires terriens de la plaine de Murcie) : un président, un secrétaire, deux procureurs vocaux des zones de distribution en eau du canal d'irrigation principal d'Aljufía, de deux procureurs vocaux des zones de distribution en eau du canal d'irrigation d'Alquibla ou de Barreras, et d’un procureurs vocaux des zones de distribution en eau du canal d'irrigation de Churra la Nueva. Les cinq procureurs vocaux varient tout au long de l’année afin de faciliter une plus grande rotation des postes et ainsi de partager collectivement les responsabilités et sont choisis sur un tirage au sort annuel.
Les arrêts du Conseil des bons hommes sont oraux, sachant qu'il est d'usage que le secrétaire enregistre les déclarations. L'objectif du Conseil est de se prononcer et de résoudre les questions et demandes sur les infractions constatées dans la plaine de Murcie. Le Conseil tient ses audiences en public tous les jeudis dans la salle plénière de la mairie de Murcie à partir de 10 heures.

## Zone concernée
La juridiction du Conseil des bons hommes est conscrite à la région de la Plaine de Murcie, et s’étend jusqu’aux terres irriguées par les canaux d’irrigation et les canaux d’évacuation des eaux de fleuves en crue (principalement le Segura) qui dépendent de l’Assemblée des propriétaires terriens de la plaine de Murcie, soit 14 254 hectares réparties sur les communes d'Alcantarilla, Beniel, Murcie et Santomera.

### Vidéographie
- (fr + es + en) Tribunaux d'irrigants du bassin méditerranéen espagnol : le Conseil des bons hommes de la plaine de Murcie et le Tribunal des eaux de la plaine de Valence : Candidature pour l'inscription sur la liste représentative du patrimoine culturel immatériel de l'humanité, de région de Murcie et Généralité valencienne (prod.) et de Juan Angel Gomez (Adarve Producciones) (réal.), 2008, 11 min 03 s
  - [vidéo] « Les tribunaux d'irrigants du bassin méditerranéen espagnol », sur YouTube
  - (es) [vidéo] « Tribunales de regantes del Mediterráneo español », sur YouTube